# Joris Braderic
Joris Braderic (veertiende-vijftiende eeuw, overleden voor 1421) was burgemeester van Brugge.

## Levensloop
Ridder Joris Braderic, zoon van Hendrik Braderic en Geertrui Oste, behoorde tot een notabele Brugse familie. Hij trouwde met Clara van Vlaanderen (†1362).
De politieke loopbaan van Braderic liep ten einde in 1406. Hij behoorde tot de groep bestuurders die door hertog Jan zonder Vrees werd afgezet en verbannen, als gevolg van een hevige hetze vanwege een groep notabelen die hen in een kwaad daglicht stelde en hun functies wilde overnemen. Toen enkele jaren later de bannelingen werden in eer hersteld, behoorde Braderic niet tot degenen die opnieuw openbare functies vervulden.

## Stadsbestuur
Braderic doorliep een uitgebreid curriculum als stadsbestuurder, als volgt:
- 1385-1386: hoofdman van het Carmerssestendeel[bron?]
- 1389-1390: eerste schepen
- 1391-1392: hoofdman van het Carmerssestendeel
- 1392-1393: hoofdman van het Carmerssestendeel
- 1393-1394: hoofdman van het Carmerssestendeel
- 1394-1395: hoofdman van het Carmerssestendeel
- 1395-1396: burgemeester van de raadsleden
- 1396-1397: burgemeester van de raadsleden
- 1397-1398: hoofdman van het Carmerssestendeel
- 1398-1399: hoofdman van het Carmerssestendeel
- 1399-1400: hoofdman van het Carmerssestendeel
- 1400-1401: hoofdman van het Sint-Donaassestendeel
- 1401-1402: burgemeester van de raadsleden
- 1402-1403: schepen
- 1403-1404: hoofdman van het Sint-Donaassestendeel
- 1404-1405: burgemeester van de schepenen
- 1405-1406: eerste schepen